# Initiative populaire « Internement à vie pour les délinquants sexuels ou violents jugés très dangereux et non amendables »
L'initiative populaire fédérale « Internement à vie pour les délinquants sexuels ou violents jugés très dangereux et non amendables » est une initiative populaire suisse, approuvée par le peuple et les cantons le 8 février 2004.

## Contenu
Cette initiative vise à créer un nouvel article 64bis à la Constitution fédérale, précisant qu'un délinquant sexuel « qualifié d'extrêmement dangereux et non amendable dans les expertises nécessaires au jugement » dont être interné à vie sans possibilité de liberté anticipée. Le texte complet de l'initiative peut être consulté sur le site de la Chancellerie fédérale.

## Déroulement

### Contexte historique
Depuis le cas de Werner Ferrari, condamné pour le meurtre d'un enfant en 1970 à douze ans de prison et qui, libéré après 9 ans avait récidivé en tuant 5 nouveaux enfants, plusieurs cas, dont celui du « sadique de Romont » Michel Peiry de meurtres d'enfant avec récidives sont révélés en Suisse dans les années 1990. Dans ce climat, l'association Selbsthilfegruppe Licht der Hoffnung (en allemand Lumière de l’espoir), formée de familles et de proches de victimes, décide de lancer cette initiative.

### Récolte des signatures et dépôt de l'initiative
La récolte des 100 000 signatures nécessaires par le comité s'est déroulée entre le 3 septembre 1998 et le 3 mai 2000. Le même jour, elle a été déposée à la chancellerie fédérale qui l'a déclarée valide le 12 juin 2000.

### Discussions et recommandations des autorités
Le parlement et par le Conseil fédéral ont recommandé le rejet de cette initiative sans proposer de contre-projet, l'initiative était jugée trop rigide, en particulier en refusant d'accorder à une personne internée un réexamen de sa situation tant que des connaissances scientifiques nouvelles ne peuvent justifier cette demande. Dans les deux chambres, la question de la conformité de cette initiative avec le droit international a été évoquée.
Le Conseil fédéral explique en particulier son refus de l'initiative par le projet du Département fédéral de justice et police qui propose alors une révision de la Partie générale du code pénal. Cette modification, qui va dans le sens d'une plus grande sévérité envers les récidivistes prévoit, entre autres, une extension du champ d’application de l'internement aux auteurs d'infractions très graves, même dans le cas où ces auteurs ne présentent pas de troubles mentaux ainsi qu'une révision de la procédure de libération qui doit être assortie d'une période de mise à l'épreuve.
Les recommandations de vote des partis politiques sont les suivantes : 
| Parti politique              | Recommandation |
| ---------------------------- | -------------- |
| Démocrates suisses           | oui            |
| Lega dei Ticinesi            | oui            |
| Parti chrétien-conservateur  | non            |
| Parti chrétien-social        | non            |
| Parti démocrate-chrétien     | non            |
| Parti évangélique            | non            |
| Parti libéral                | non            |
| Parti de la liberté          | oui            |
| Parti radical-démocratique   | non            |
| Parti socialiste             | non            |
| Parti suisse du travail      | non            |
| Union démocratique du centre | oui            |
| Union démocratique fédérale  | oui            |
| Les Verts                    | non            |

### Votation
Soumise à la votation le 8 février 2004, l'initiative est acceptée par 19 5/2 cantons et par 56,2 % des suffrages exprimés. Le tableau ci-dessous détaille les résultats par cantons :

## Effets
Selon le réseau de santé Medicus Mundi Suisse, l'internement à vie a pour effet « de fragiliser les processus de soins, exacerber les facteurs de risques et de renforcer d’autres causes de morbidité » ; de plus, cette initiative prive explicitement une catégorie de personnes de certains de leurs droits. Pour ces raisons, le Conseil fédéral met au point, en novembre 2005, un projet d'application qui réduit la portée de cette initiative afin d'assurer sa conformité avec la convention européenne des droits de l'homme. Cette proposition est acceptée par le Parlement en septembre 2007, malgré les doutes et les menaces de référendum exprimés par une partie de ses membres.
Le 7 octobre 2010, soit plus de 6 ans après le vote de l'initiative, la première condamnation prévoyant un internement à vie a été prononcée par le Tribunal cantonal de Thurgovie. L'accusé a été reconnu coupable d'homicide après avoir poignardé à mort une prostituée et s'être débarrassé du cadavre, dissimulé dans une valise, dans une ravin. Multirécidiviste, il avait déjà été condamné pour cinq autres viols à caractère sadiques par le passé et n'a exprimé aucun regret.